# Burkina Faso i olympiska sommarspelen 2004
Burkina Faso i olympiska sommarspelen 2004 bestod av 5 idrottare som blivit uttagna av Burkina Fasos olympiska kommitté.

## Friidrott
Herrar
Bana, maraton och gång
| Idrottare     | Gren      | Heat     | Heat      | Kvartsfinal | Kvartsfinal | Semifinal        | Semifinal        | Final            | Final            |
| Idrottare     | Gren      | Resultat | Placering | Resultat    | Placering   | Resultat         | Placering        | Resultat         | Placering        |
| ------------- | --------- | -------- | --------- | ----------- | ----------- | ---------------- | ---------------- | ---------------- | ---------------- |
| Idrissa Sanou | 100 meter | 10.33    | 4 q       | 10.43       | 8           | Gick inte vidare | Gick inte vidare | Gick inte vidare | Gick inte vidare |

Fältgrenar och tiokamp
| Idrottare     | Gren    | Kval     | Kval      | Final            | Final            |
| Idrottare     | Gren    | Resultat | Placering | Resultat         | Placering        |
| ------------- | ------- | -------- | --------- | ---------------- | ---------------- |
| Olivier Sanou | Tresteg | 15.67    | 41        | Gick inte vidare | Gick inte vidare |

Damer
Bana, maraton och gång
| Idrottare       | Gren           | Heat     | Heat      | Kvartsfinal | Kvartsfinal | Semifinal        | Semifinal        | Final            | Final            |
| Idrottare       | Gren           | Resultat | Placering | Resultat    | Placering   | Resultat         | Placering        | Resultat         | Placering        |
| --------------- | -------------- | -------- | --------- | ----------- | ----------- | ---------------- | ---------------- | ---------------- | ---------------- |
| Aïssata Soulama | 400 meter häck | 57.60    | 7         | i.u.        | i.u.        | Gick inte vidare | Gick inte vidare | Gick inte vidare | Gick inte vidare |

## Judo
Damer
| Idrottare                   | Gren                    | Sextondelsfinal             | Åttondelsfinal       | Kvartsfinal          | Semifinal            | Återkval             | Final                | Final            |
| Idrottare                   | Gren                    | Motståndare Resultat        | Motståndare Resultat | Motståndare Resultat | Motståndare Resultat | Motståndare Resultat | Motståndare Resultat | Placering        |
| --------------------------- | ----------------------- | --------------------------- | -------------------- | -------------------- | -------------------- | -------------------- | -------------------- | ---------------- |
| Ouelogo Konkiswinde Hanatou | Extra lättvikt (-48 kg) | Bruletova (RUS) L 0000-0201 | Gick inte vidare     | Gick inte vidare     | Gick inte vidare     | Gick inte vidare     | Gick inte vidare     | Gick inte vidare |